# SsangYong Korando
El SsangYong Korando es un crossover compacto tipo SUV producido por el fabricante surcoreano SsangYong Motor Company, introducido al mercado desde el año 1983; cuando la marca adquiere los derechos de producción de la Geohwa Co., Ltd. En 2012 se introduce la última versión Korando C200, ya con motores diésel de Mahindra.

## Historia
En el año 1986 comienza su exportación a Japón y en 1988 al norte de Europa. En diciembre de 1988 SsangYong lanza al mercado el Korando Family un SUV con carrocería tipo guayín. En 1996 la empresa lanza la Nueva Korando y 10 años después de iniciarse la producción, debido a los problemas financieros de la casa matriz para esa entonces, Daewoo; dicha casa automotríz decide cesar temporalmente la producción del vehículo. Pero al nuevamente reiniciar operaciones el fabricante; ahora en manos de un consorcio chino con capital alemán e indio, se lanza una nueva gama, que es la vigente hasta ahora.[cita requerida]

### Etimología
Korando es una contracción del lema de la empresa en inglés: Korea-can-do. Que se traduce como "Corea puede hacer".

## Primera generación

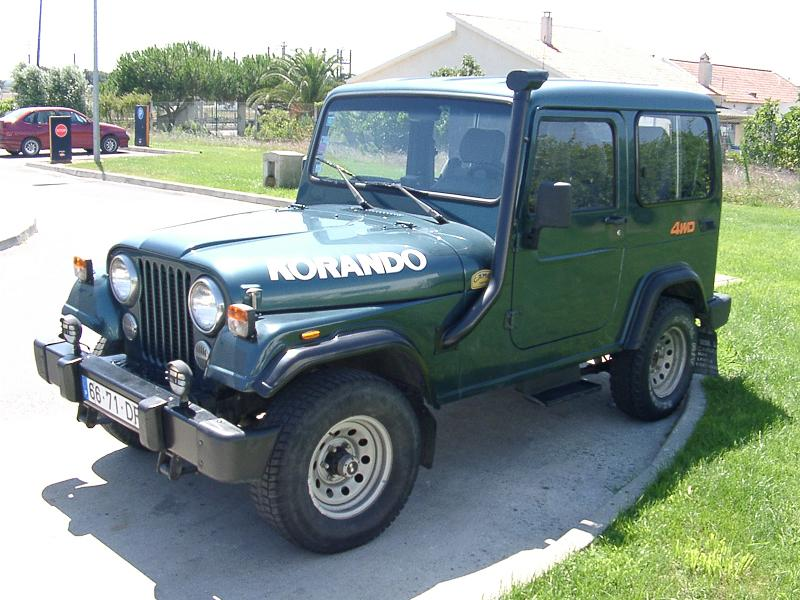
El Ssangyong Korando de primera generación con motor diésel de Daewoo.

La producción de diferentes tipos de vehículos todoterreno construidos bajo el nombre de Korando comenzaría recién en el año 1983, por parte de una licencia del Jeep Wrangler que tenía la Geohwa Motors Company. En 1985, la Geohwa pasó a manos de Dong-A Motor, predecesora de la actual SsangYong. En 1986, cuando el Grupo SsangYong se hizo cargo de Dong-A Motor, su nombre fue cambiado a la SsangYong Motor Company; y luego, se comienza la exportación de los jeeps, primeramente a Japón y en 1988 a Europa. El Korando en su exterior es similar al Jeep CJ-7. Una versión extendida de 9 asientos estaba disponible también, llamada Korando K9 Su producción concluyó en el año de 1996.
El Ssangyong Korando de 1994 estéticamente era gemelo del Jeep CJ 7, su carrocería es perfectamente compatible. Las diferencias se encuentran en la mecánica dado que el Korando lleva un motor diésel de 2200 cc Daewo, con caja de trasfenrecia 4x4 y 5 velocidades relativamente cortas que le ofrecen una velocidad máxima de 110 km/h. Se trata de un vehículo perfecto para pasear bajo la luz del sol al poder desacoplar su capota bien de lona o rígida. El diseño interior no tiene nada que ver con los Jeep, es muy diferente pero cómodo y agradable a la vista. 
Después de la introducción de este modelo, la compañía hizo una versión con licencia de manufactura basado en el modelo original del Isuzu Trooper y lo vendió bajo el nombre de la "Familia Korando", pero dicho auto sólo se comercializó en Corea del Sur, el Sudeste Asiático y en menor medida en América del Sur. Se utiliza el motor diésel 2.2L de la Isuzu Trooper, pero en las versiones posteriores de esta Korando basadas en el chasis del Isuzu Trooper se han visto que utilizan un motor turbodiésel de 2.3 litros de la Mercedes-Benz.
Algunas unidades exportadas a Europa llevaban motores del grupo PSA, sobre todo el fiable motor Indenor XD3, 2.5D, de 76 cv, que montaban los Peugeot 505, desde los años 1992 hasta 1995.

## Segunda generación
La segunda generación; denominada Nueva Korando sería llevada al mercado en Asia en 1996 como complemento del SsangYong Musso (renovada y comercializada en 1993),. Fue luego presentada en Europa en 1997 y en Australia en 1998, y en América en 1996, se basó en una versión recortada del chasis de la Musso. La versión tenía ya un peso de 1.8 toneladas, su carrocería era de 3 puertas tipo SUV. Fue diseñada por Briton Ken Greenly. A la elección de su propietario se podía elegir entre un motor de 2.3  y otro de 3.2 litros de cilindraje, a Motor a gasolina o propulsores 2.3 o de 2.9 litros de cilindraje, de tipo diésel, ambos producidos bajo licencia de la Mercedes-Benz, acoplados a una caja de cambios de 5 velocidades manual de la Borg-Warner. Su interior se consideró como único, a causa de disponer de un espacio para el volante de dirección en cada lado, esto con el fin de que la conversión en la línea de producción para el sentido de conducción fuera más sencilla. En el asiento del pasajero se adaptó una manilla de agarre en el larguero del techo. Esta generación, luego de la compra de la SsanYong por parte de la Daewoo sería a su vez vendida como la Daewoo Korando entre 1999 y el 2002, pero luego de que la Daewoo fuera declarada en bancarrota, la SsangYong comenzaría sus ventas de nuevo como SsanYong Korando, ya en manos de un conglomerado chino, que la retuvo hasta el 2009.

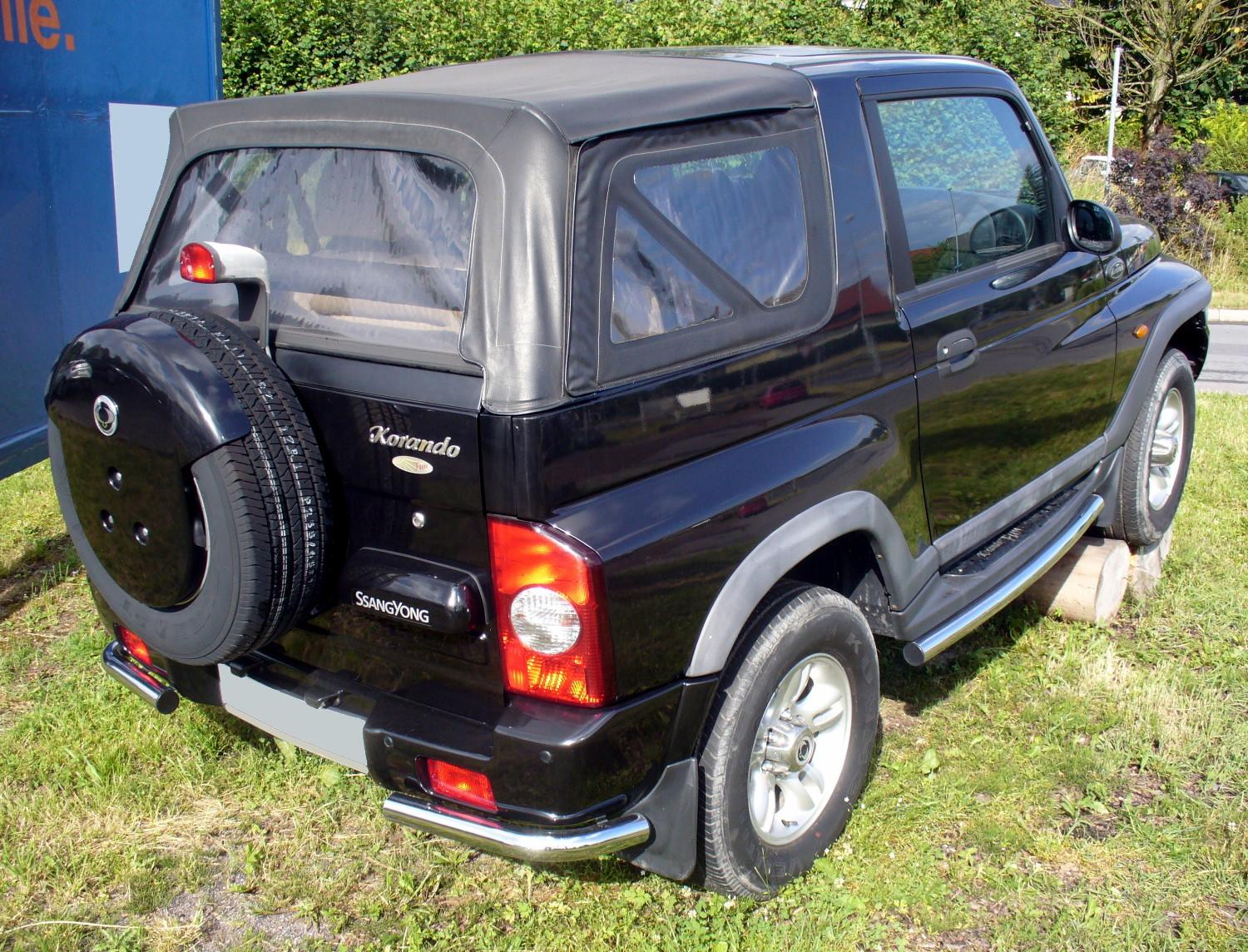
Vista trasera del descapotable.
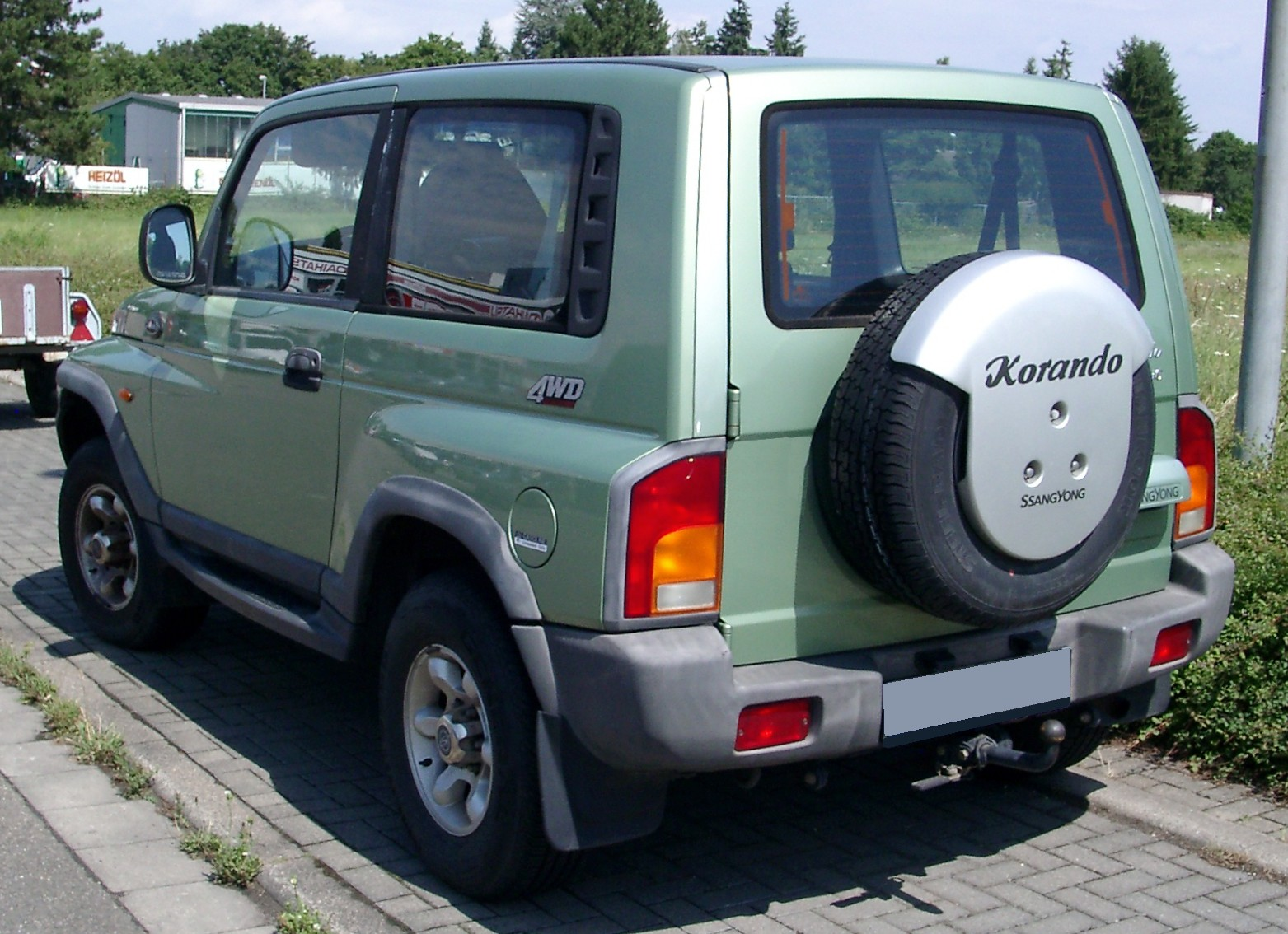
Vista trasera.
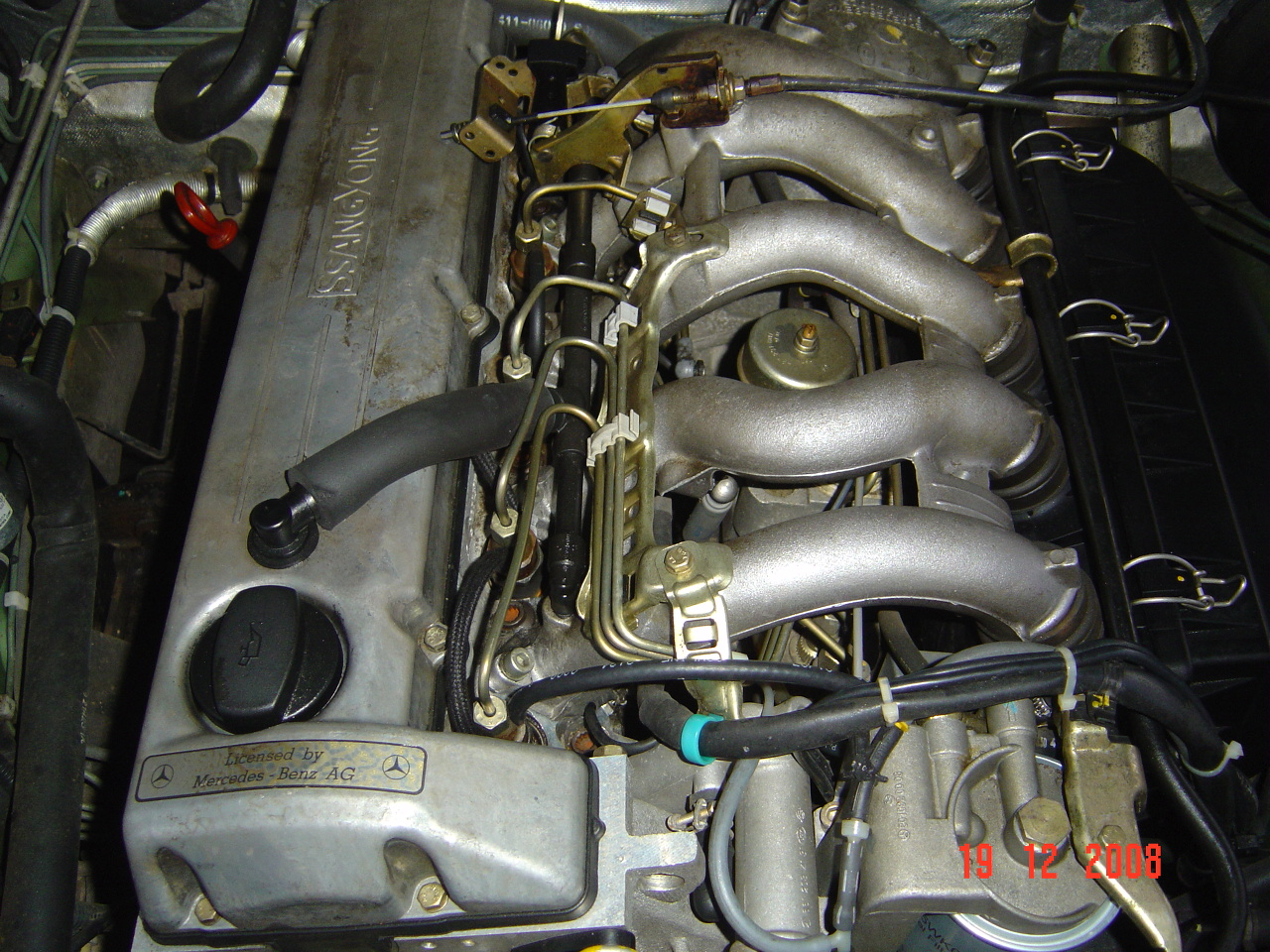
Toma del motor de 2.9 litros de Mercedes-Benz en la Korando.

## Tercera generación

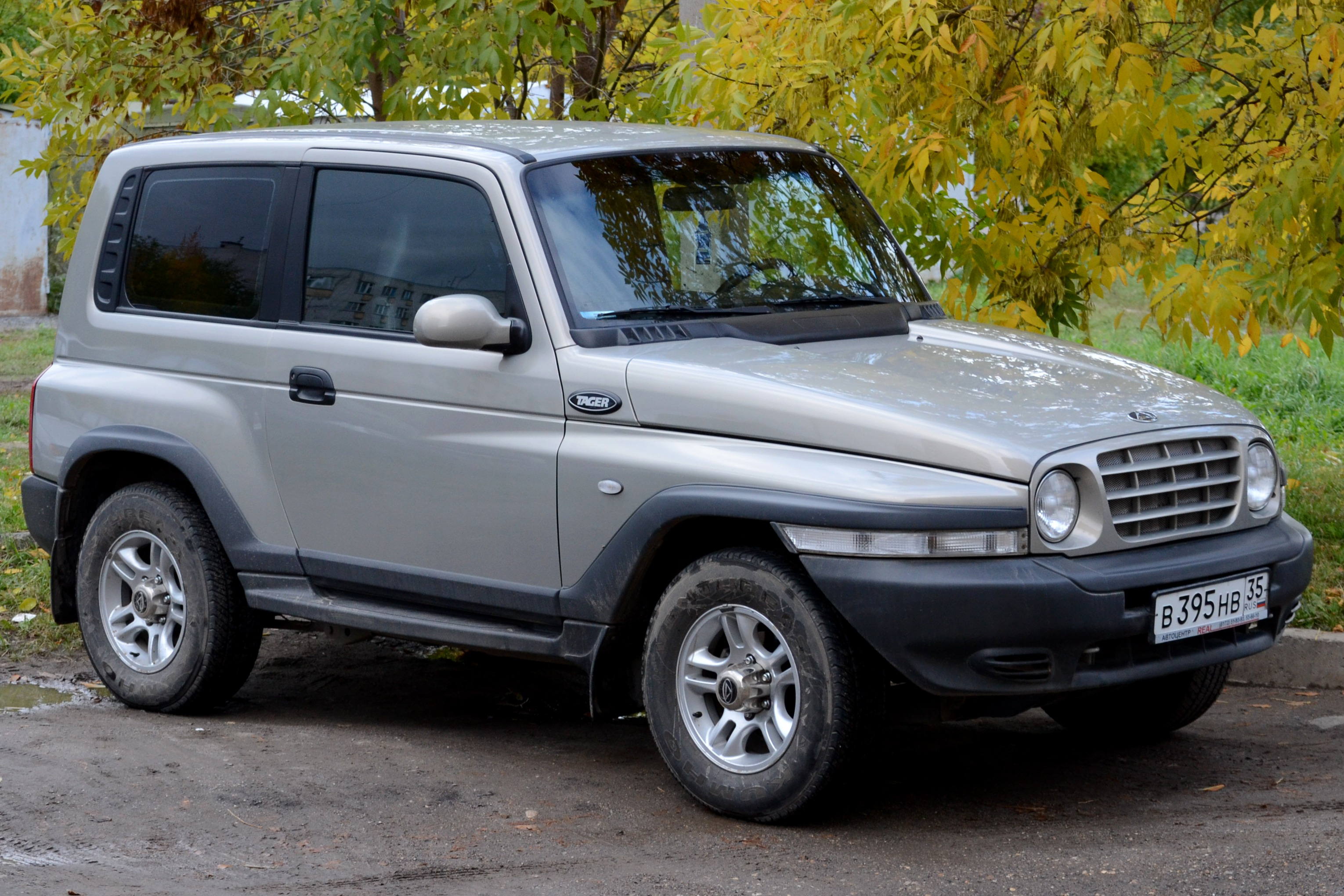
TagAZ Tager, versión rusa de la Korando.

Recién en el año 2004, la tercera generación de la Korando sería apenas una mejora del modelo precedente. Su producción culminó en el año 2006; pero las ventas en otros mercados continuarían hasta bien avanzado el año 2009, dadas las existencias remanentes de dicho modelo. A su vez, como en el modelo anterior, estuvo disponible con motores a gasolina o de combustible diésel, y se dispuso un motor de un motor de 5 cilindros de 2.9 litros de la Mercedes-Benz. En el 2008, la planta rusa TagAZ comienza el ensamblaje de la Korando, y la comercializa como el TagAZ Tager, desarrollando una variante única; de 5 puertas, aparte de la versión de tres puertas.[cita requerida]

## Cuarta generación

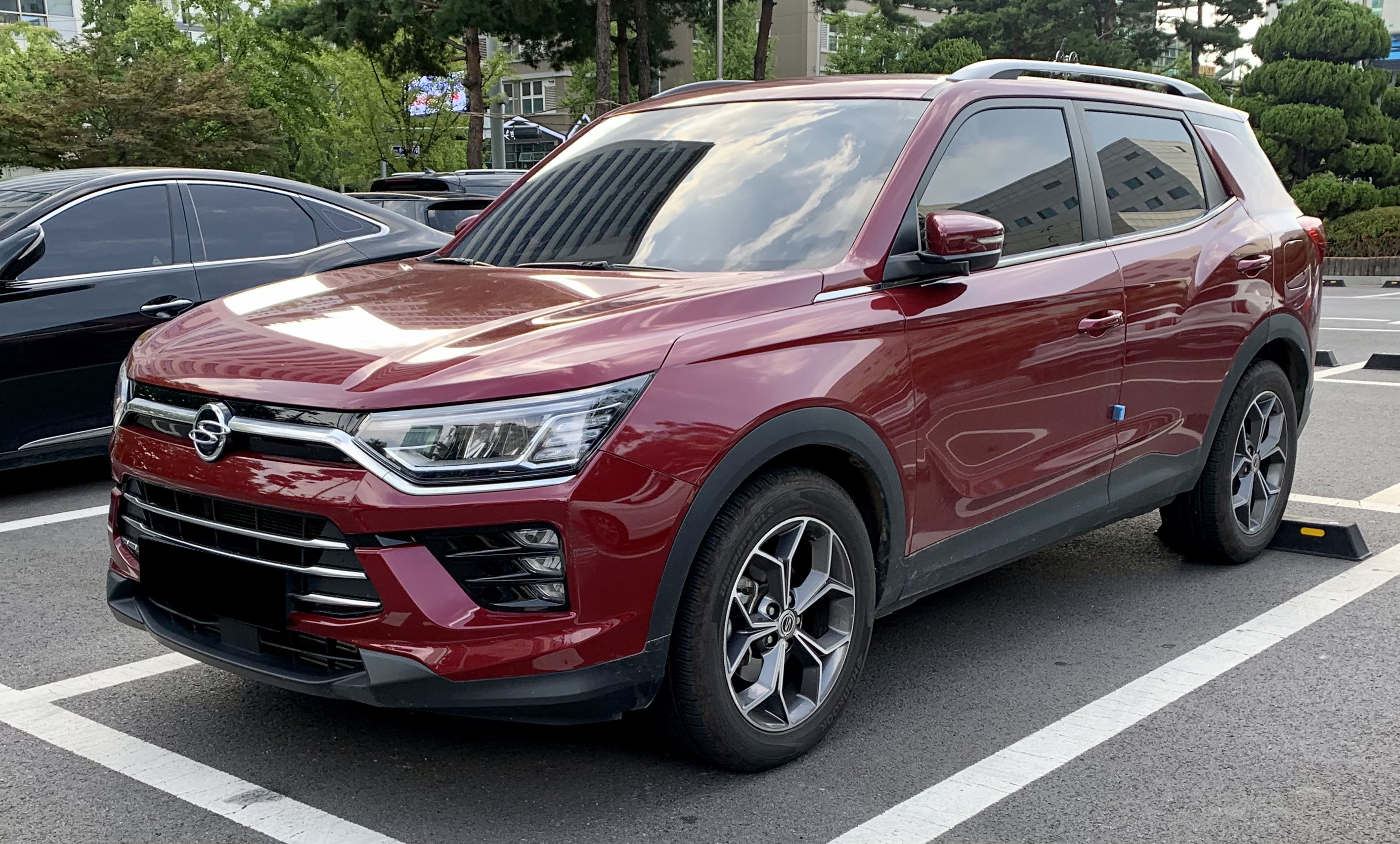
Modelo 2012

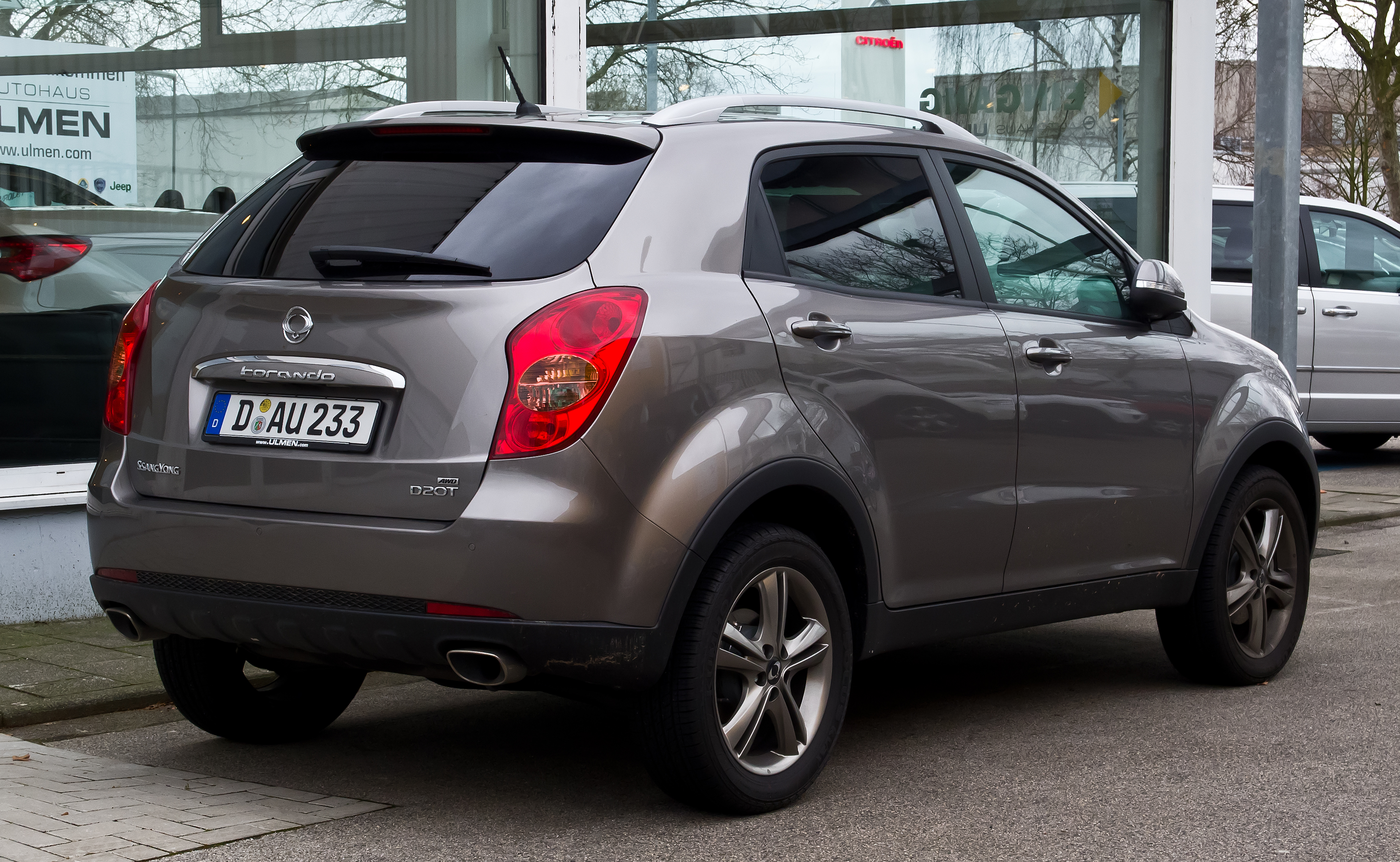
Vista trasera del SsangYong Korando Fase 1.

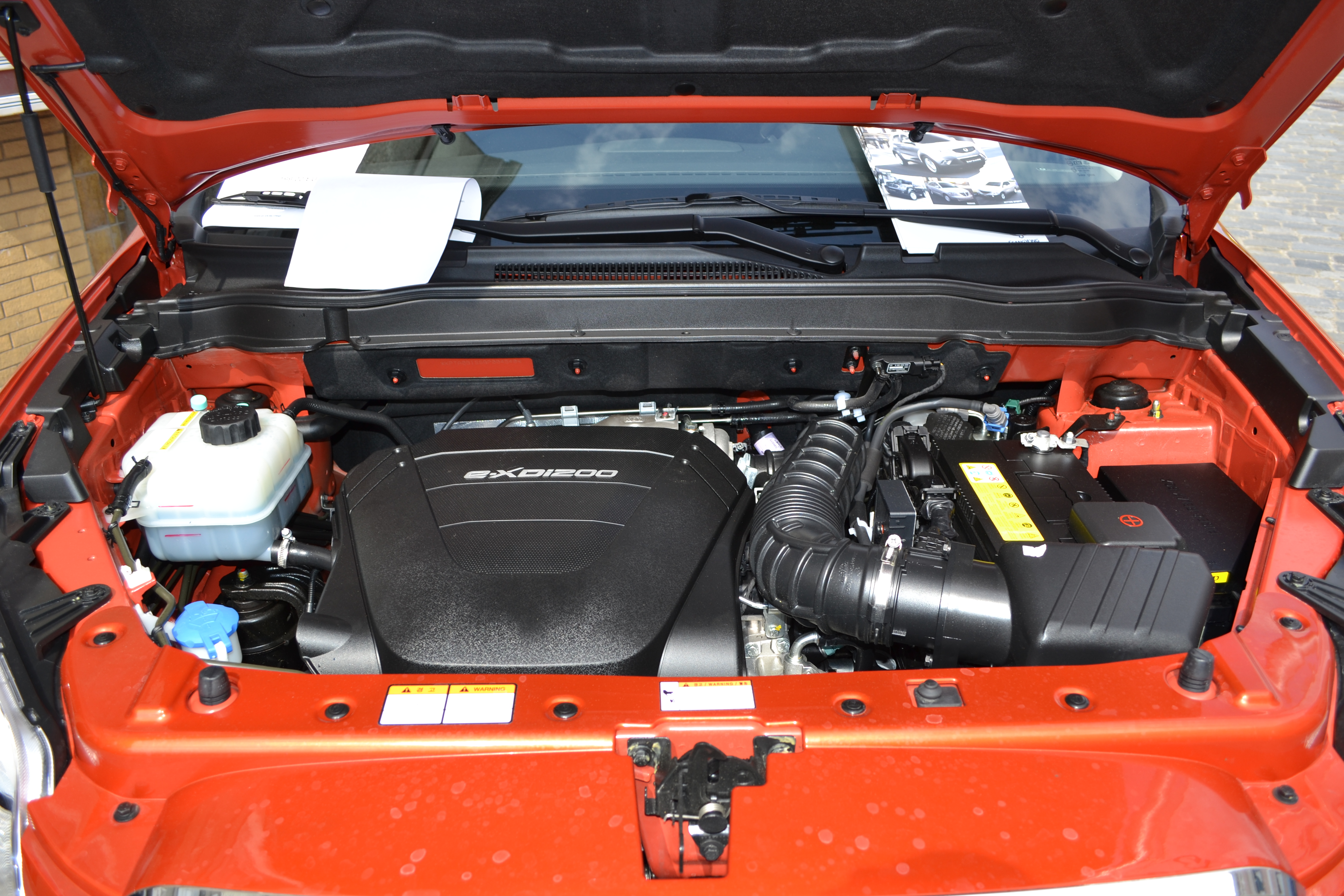
Toma del motor SsangYong E-XDi200.

La cuarta generación de la SsanYong Korando, cuyo nombre como proyecto era SsangYong C200 Se inicia su producción a finales del año 2010. Este es el primer modelo después de la adquisiciçon de la Mahindra Motors en la SsangYong, así mismo los diseñadores de la anterior contribuyeron a la revisión del diseño. Es ligeramente más pequeña que sus rivales, la Hyundai ix35 y la Kia Sportage. La decisión de denominarla como la Korando C200 fue hecha por la dirección de la SsangYong. en Rusia, este modelo se venderá como la SsangYong Actyon.

#### Fase 1 (2011-2014)
Inicialmente llevada al mercado con una caja de marchas de 6 velocidades de tipo manual, y una de 6 velocidades de tipo automática de la Aisin Seiki, es la que está en producción desde el mes de mayo del año 2011. Ofrecida con tracciones de Motor delantero transversal, tracción delantera o de Motor delantero transversal, tracción 4x4. desde su lanzamiento, su consumo en la variante a gasolina se estima en 6.1litros/100 km, con una aceleración de 0 a 100 km de 10 segundos en promedio. Otro motor disponible para la misma es un motor de combustible diésel, de 2.0 litros de cilindraje turbocargado, el cual le otorga hasta 175 HP, pero se ha desarrollado una variante equipada con un motor de gasolina, que prontamente se introducirá al mercado.
En materia de seguridad, viene de serie con 6 airbags. Su capacidad en el maletero es de 480 litros; pero esta puede expandirse hasta los 1300 litros cuando los asientos traseros son plegados.
La camioneta korando tiene un peso en orden de marcha de 1.483Kg en la versión 4x2 y de 1.750Kg en la versión 4x4

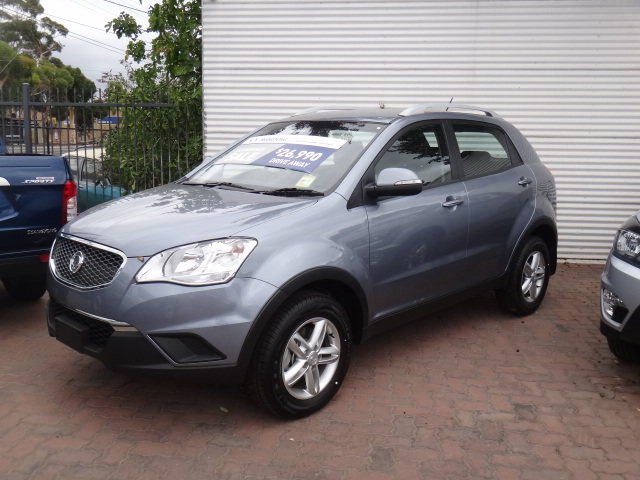
Frontal Korando Fase 1.
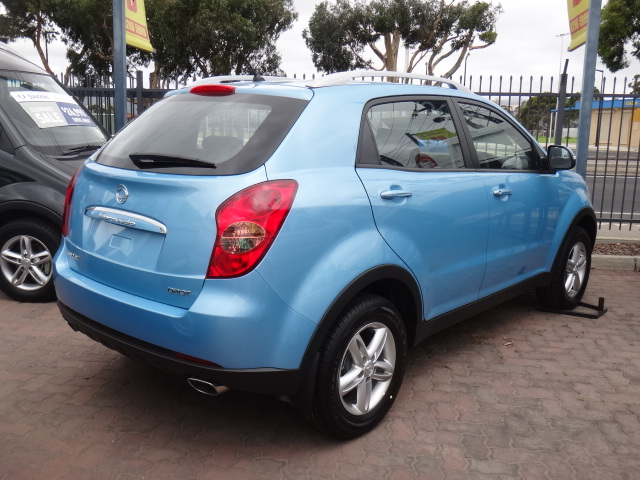
Trasera Korando Fase 1.

#### Fase 2 (2014-2017)
A mediados de 2014 el Korando sufrió una reestilización tanto interior como exterior aunque mantenía los motores 2.0 atmosférico gasolina con 150 HP y 2.0 turbodiésel con 150 o 175 HP. También mantuvo las transmisiones de 6 velocidades manual o automática de Aisin.
A finales de 2015 se produjo otra reestilización esta vez cambiando tan solo el equipamiento y las llantas. En el apartado mecánico se dejó de vender con el motor 2.0 gasolina y se reemplazó el motor 2.0 turbodiésel con un 2.2 turbodiésel de 178 HP y 400 Nm. Siguió utilizando las mismas transmisiones.[cita requerida]

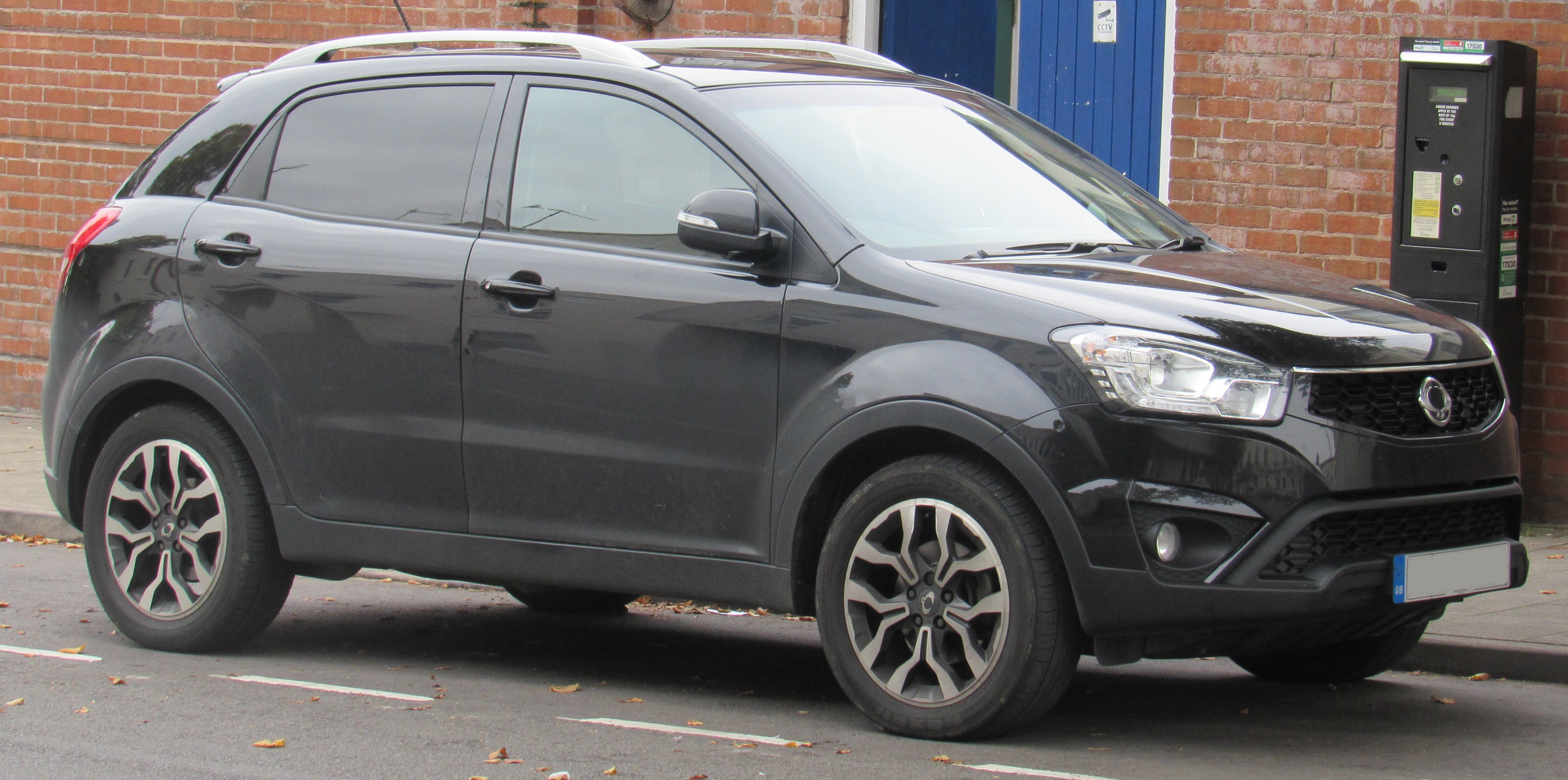
Frontal Korando fase 2.
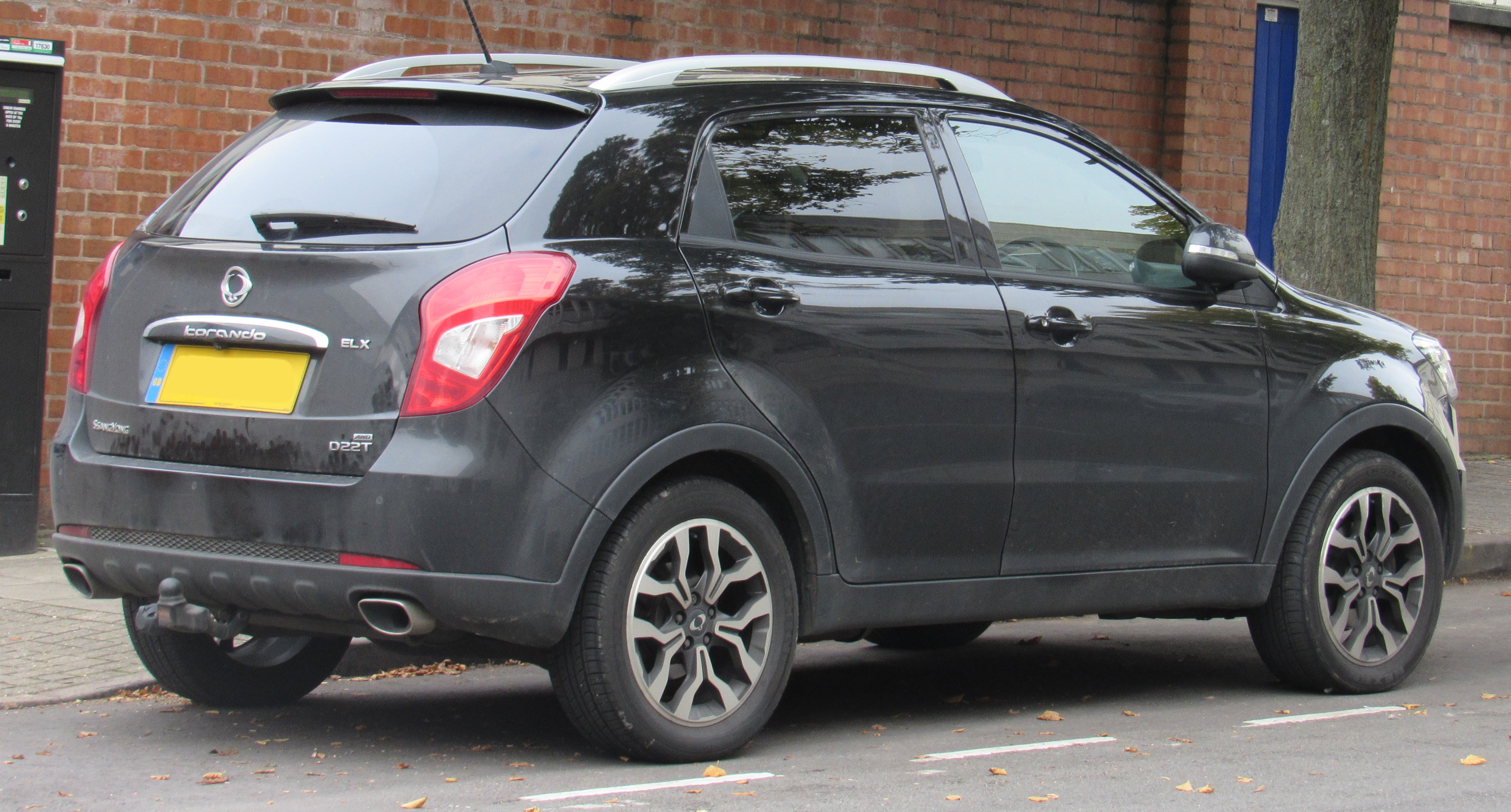
Trasera Korando Fase 2.

#### Fase 3 (2017-presente)
En 2017 se actualizó para renovarlo hasta la introducción del nuevo Korando en 2019. Este cambió los parachoques pintados por unos de plástico y renovó el interior con nuevos materiales y mejores acabados. En el apartado mecánico se mantuvo igual, manteniendo el motor 2.2 turbodiésel con las transmisiones de 6 velocidades.

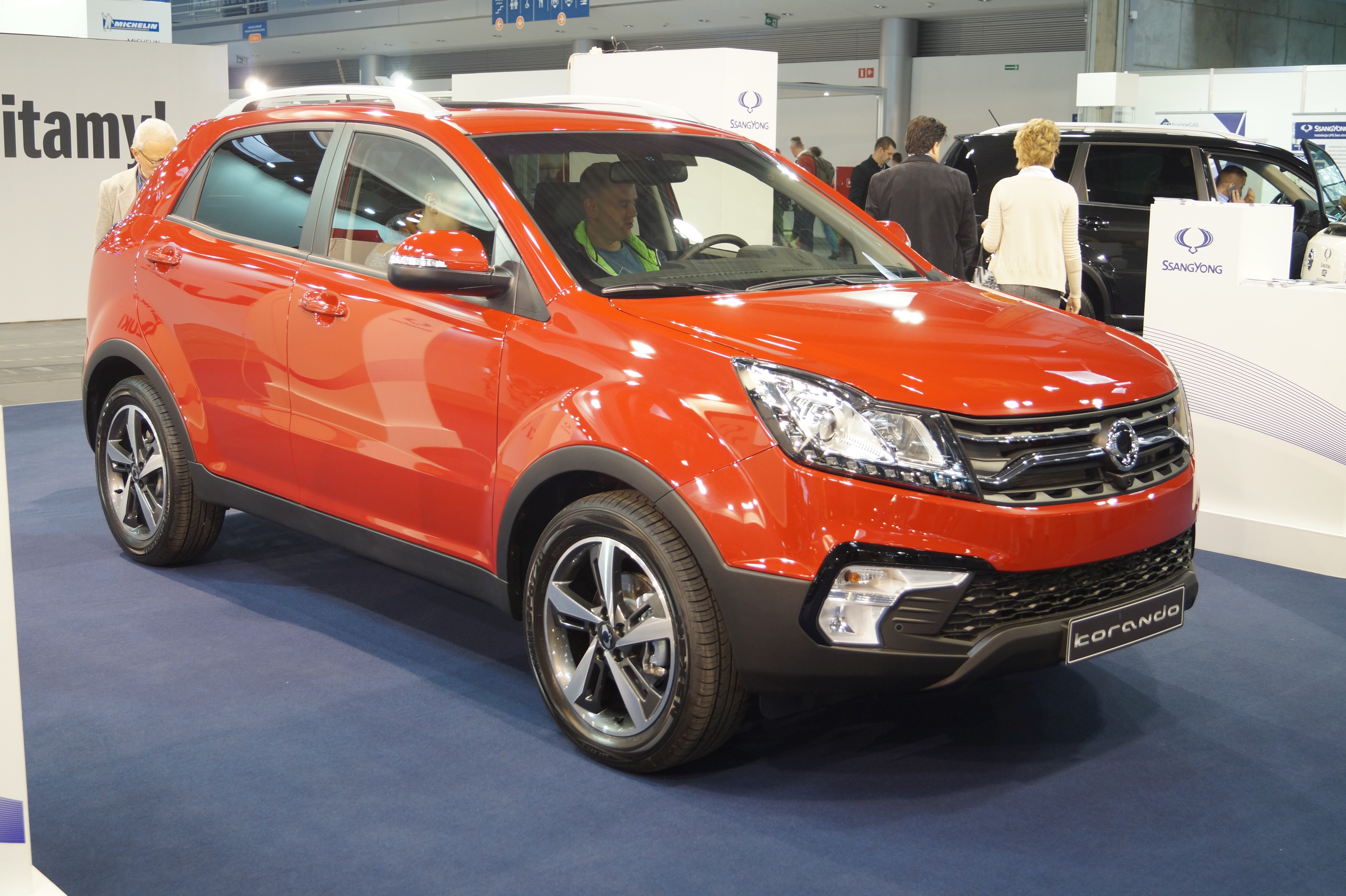
Frontal Korando Fase 3.
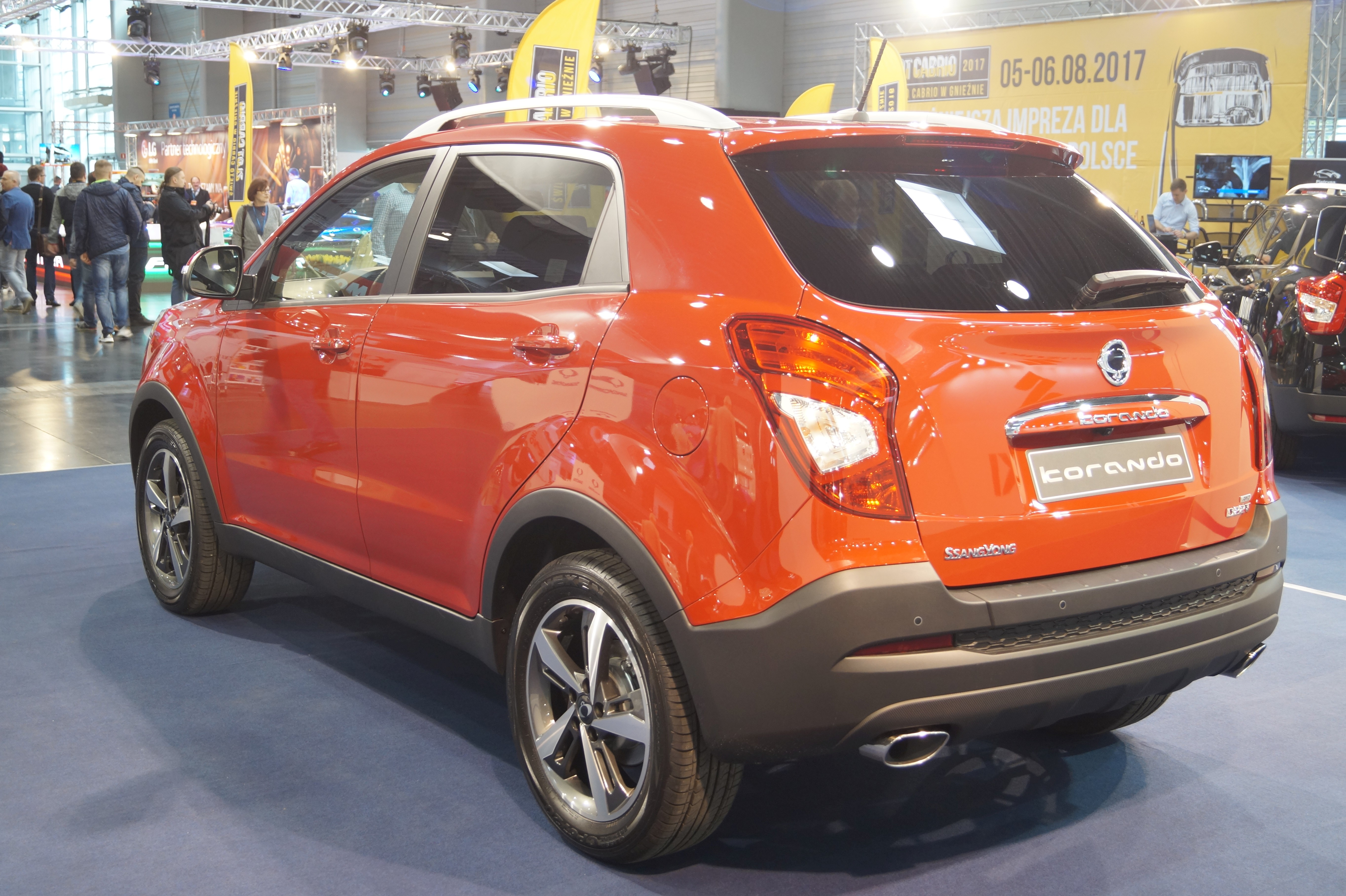
Trasera Korando Fase 3.

#### Fase 4 (2021-presente)
El Korando e-Motion es un nuevo vehículo eléctrico. Tiene un motor de 190 CV (140 kW) de potencia y 360 Nm de par acoplado al eje delantero. Velocidad punta de 150 km/h. Su pack de baterías de 61,5 kWh con garantía de siete años o 150.000 km le proporciona una autonomía según WLTP de unos 320 km. La producción comenzó en junio de 2021 y las primeras entregas en España en diciembre de 2021.

### Recepción en el mercado
Teniendo en cuenta los anteriores modelos de SsanYong, como el SsangYong Rodius, el SsanYong Korando fue bien recibido por los diseñadores especializados en la perspectiva del automóvil, con muchas novedades de diseño sobre los modelos previos de la marca, existiendo críticas en las que le llamaban "una gran mejora sobre los esfuerzos previos, como el SsangYong Actyon. En su interior el espacio, se referirían, como el nuevo chasis monocasco. Pero, su motor y su caja de marchas no obtuvieron el mismo nivel de críticas, las cuales estuvieron mezcladas, en donde algunas se refieren a este llamándolo como "sonzo" al no utilizar el amplio potencial de su motor a bajas revoluciones, y siendo muy pobre su aceleración, a pesar de que el motor era bueno, no lo eran así sus relaciones de caja; muy largas, y las que le restaban "el posible pique de su motor" y amplificando el pobre desempeño de este motor, otros comentaristas de la industria citarían que en el motor para aumentar su respuesta no había que acelerarlo mucho, para compensar la pérdida de velocidad "gracias a sus bien logradas relaciones de caja".

### Modelos conceptuales
Desde su desarrollo, en el año 2008, cinco vehículos conceptuales (algunos bautizados como C200, su nombre código); han sido expuestos en variadas ocasiones:

#### C200
El modelo original, debutó en la versión del año 2008 del motor show de París y desde entonces ya ha sido mostrado en otras ferias de la industria alrededor del mundo. En este concepto se hicieron muchas mejoras que después se vieron en el aumento del prestigio de la SsangYong por disponer anteriormente de coches con diseños bastante acajonados.

#### C200 Aero
El Korando C200 Aero hizo su debut en la versión 2009 del Motor Show de Seúl. Este nunca salió al mercado, lugeo de la bancarrota en la que desastrosamente cayó Ssanyong y este pudo haber sido ofrecido con dos años de anticipo a la salida oficial, que fue en el 2010, con una gama de opciones muy reducida en sus motorizaciones, una versió de 2.0 litros y turbodiésel, o una de 1.8 litros a gasolina, ambas otorgaban hasta 132 kilovatios (177 HP).

#### C200 Eco

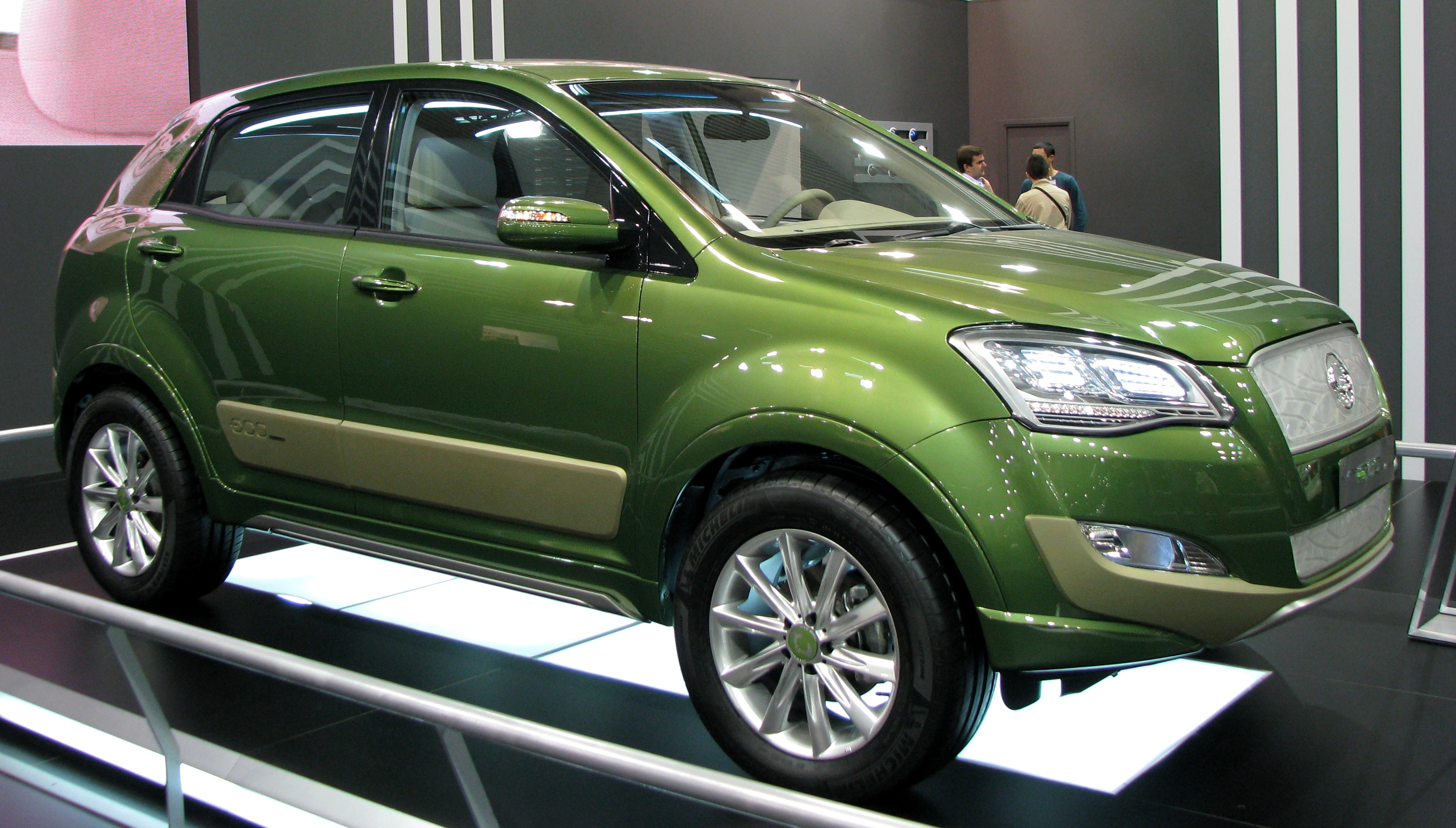
La versión del Korando C200 Eco en la versión 2009 del International Automobile Exhibition en Barcelona.

Este concepto del Korando C200 Eco hace su debut en el Motor Show de Seúl del 2009. Es un vehículo híbrido eléctrico que usa dos motorizaciones: La diésel de serie y una eléctrica (cargada por la impulsión y alimentada por una batería de 340 voltios). A su vez usa un sistema de stop-start que apaga el motor durante las paradas. El ahorro estimado de combustible es cercano a un 25% de la versión de fábrica. En su interior el tapizado es en tonos verdes y una cabina muy aireada.

#### Korando C
Lanzado en la versión 2010 del International Motor Show de Busan, la nueva Korando C ha dispuesto de un estilo más agresivo y se cree que posiblemente sea una futura versión de producción. La Performance de este nuevo concepto se basa en un motor de 2.0 litros de cilindraje de tipo turbodiésel y con una potencia motora confirmada de 135 kW (181 HP) y de 360 Nm (265,52 lb/sft) de torque. Su interior es similar al de la variante C200 Eco.

#### Korando EV
Lanzado en la versión 2010 del International Motor Show de Busan, esta nueva Korando es ya un vehículo de propulsión eléctrica que usa el chasis y la carrocería del Korando C. Su velocidad tope ha sido estimada en unos 150 km/h, con una autonomía de 180 km.